# Gouvernement Demotte II (Communauté française)
Pour les articles homonymes, voir Gouvernement Demotte.
Ne doit pas être confondu avec Gouvernement Demotte II (Région wallonne).
 (janvier 2017).
Si vous disposez d'ouvrages ou d'articles de référence ou si vous connaissez des sites web de qualité traitant du thème abordé ici, merci de compléter l'article en donnant les références utiles à sa vérifiabilité et en les liant à la section « Notes et références ».

Le Gouvernement Rudy Demotte II est un gouvernement de la Communauté française de Belgique tripartite composé de socialistes, d'écologistes et de sociaux-chrétiens.
Gouvernement de la Communauté française
 Demotte I  Demotte III
Ce gouvernement a pris le relais du Gouvernement Demotte I du 16 juillet 2009 jusqu'aux élections régionales de 2014. Rudy Demotte fut le premier Ministre-président à double casquette : gouvernement wallon et gouvernement de la Communauté française de Belgique. Il sera suivi le 22 juillet 2014 par le gouvernement Demotte III (Communauté française).

## Composition
| Fonction                                                                            | Titulaire | Titulaire            | Parti |
| ----------------------------------------------------------------------------------- | --------- | -------------------- | ----- |
| Ministre-président                                                                  |           | Rudy Demotte         | PS    |
| Vice-président et ministre de l'Enfance, de la Recherche et de la Fonction publique |           | Jean-Marc Nollet     | ECOLO |
| Vice-président et ministre du Budget, des Finances et des Sports                    |           | André Antoine        | cdH   |
| Vice-président et ministre de l'enseignement supérieur                              |           | Jean-Claude Marcourt | PS    |
| Ministre de la Culture, de l'Audiovisuel, de la Santé et de l'Egalité des chances   |           | Fadila Laanan        | PS    |
| Ministre de l'Enseignement obligatoire et de la Promotion sociale                   |           | Marie-Martine Schyns | cdH   |
| Ministre de la Jeunesse et de l'Aide à la Jeunesse                                  |           | Évelyne Huytebroeck  | ECOLO |